# Ranger Ridge
Ranger Ridge  ist ein Gebirgskamm im Norden von Südgeorgien im Südatlantik. Auf der Barff-Halbinsel erstreckt er sich vom Lurcock Lake in nordwestlicher Richtung zum Barff Point.
Das UK Antarctic Place-Names Committee benannte ihn 2014. Namensgeber sind die Ranger der norwegischen Naturschutzbehörde (Statens naturoppsyn, SNO), die an der Ausrottung der eingeschleppten Rentiere auf der Barff-Halbinsel im Jahr 2014 mitgewirkt hatten.